# Édouard Herzig
Pour les articles homonymes, voir Herzig.
Édouard Herzig, né le 23 décembre 1860 à Neuchâtel et mort à Alger le 3 octobre 1926, est un peintre et caricaturiste français, d'origine suisse. 

## Biographie

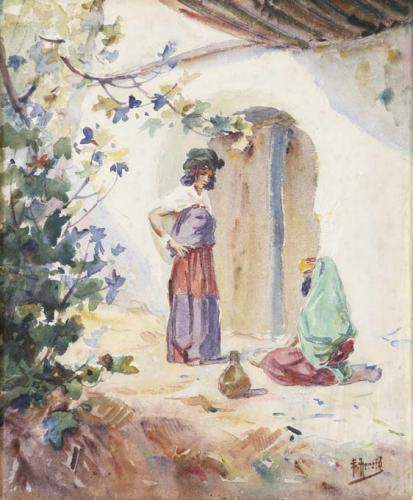
Édouard Herzig, Sous le préau, aquarelle sur papier.

Il se prépare à l'enseignement et suit les cours de l'école normale d'instituteur de Neuchâtel, mais son goût de l'indépendance et de l'aventure le pousse à Marseille ou il s'embarque pour l'Algérie en 1883, à l'âge de 23 ans. Il s'installe en Kabylie où il devient greffier de la justice de paix à Tizi Ouzou, et c'est là qu'il fait la connaissance du jeune peintre Azouaou Mammeri, qu'il va former par la suite. Installé à Alger, il suit les cours de l'école des Beaux-Arts. Pour l’Exposition Universelle de Paris de 1900, il fournit trois diaporamas en vogue à l'époque (un sur Alger, un sur la Kabylie, et un sur le Sud Saharien) et défendra sa vie entière l'artisanat et la conservation de l'art algérien traditionnel. En 1898-1899, il collabore au supplément illustré de l’Antijuif algérien de Max Régis, réalisant ainsi de nombreuses caricatures antisémites.
Il s'installe à Paris en 1914 afin de suivre l'éducation de ses filles à l'École Nationale des Beaux-Arts, avant de revenir en Algérie en 1918. Son travail sera unanimement reconnu et rendu populaire, à l'occasion de l'Exposition des arts décoratifs de Paris en 1925 (pavillon de l'Algérie).
Il est le père de Fernande Herzig, et Yvonne Kleiss-Herzig (1895-1968) toutes deux peintres reconnues.

## Principales expositions
- 1900, Paris, Exposition Coloniale
- 1907, Alger, Salon des orientalistes algériens
- 1922, Alger, galerie du Vieux Chêne
- 1925, Alger, Salon des humoristes et, Paris, Salon des Arts décoratifs
- 1926, Alger, Union Artistique de l'Afrique du Nord
- Musée National des beaux-arts d'Alger : Médersa à Marrakech
- C.A.O.M, (outre-mer), L'Hiver en Algérie

## Sources
- Algéria, mars 1949
- Les Maîtres de la peinture algérienne, Victor Prouteau, 1927
- Les artistes de l'Algérie - Dictionnaire des peintres, sculpteurs, graveurs 1830-1962, Elizabeth Cazenave, Bernard Giovanangeli Éditeur et Association Abd el Tif.